# Union confédérale des retraités CFDT
L'Union confédérale CFDT des retraités (UCR-CFDT, CFDT Retraités) est l'organisme confédéral interprofessionnel de la Confédération française démocratique du travail à destination des retraités. Elle siège à Paris au 49 avenue Simon-Bolivar. Elle édite la revue bimestrielle Fil bleu (d), et le bulletin interne mensuel Retraité militant.
Elle est structurée en « syndicats de retraités » (nommés jusqu'en mars 2025 « unions territoriales de retraités » / UTR) – qui comptent parfois des ULR (« unions locales de retraités ») – et URR (« unions régionales de retraités »). Chaque fédération sectorielle dispose pour sa branche professionnelle d'une « union fédérale des retraités » (UFR).
Dans certains secteurs, il existe également des « sections syndicales de retraités » (SSR) qui fonctionnent en liaison avec un syndicat de salariés.
Elle est représentée au Comité national des retraités et personnes âgées. Elle est membre de la Fédération européenne des retraités et personnes âgées (d) (Ferpa), elle-même affiliée à la Confédération européenne des syndicats (CES). Elle est en contact avec les commissions parlementaires.

Logo de CFDT-Retraités utilisé jusqu'en 2013

Elle suit notamment, avec une attention spécifique pour les petites pensions :
- la prise en charge de la santé, avec une accent particulier pour les conséquences de la dépendance[1],
- les questions relatives au cadre de vie.

Elle contribue à aider les actifs à préparer leur retraite en les informant sur les démarches à accomplir et en les conseillant.
Elle est associée aux actions du Pacte du pouvoir de vivre (d).
Son 26e congrès s'est déroulé à Valence du 6 au 8 juin 2023. Le congrès a élu Benoît Prince au poste de secrétaire général et décliné au niveau de l'UCR les résolutions du 50e Congrès de la CFDT.